# Símbolos nacionales de Palestina

La bandera de Palestina, símbolo de la identidad palestina y del Estado de Palestina.

Entre los símbolos de Palestina se encuentran las banderas oficiales y no oficiales, así como los íconos y expresiones culturales emblemáticas, representativas o de algún otro modo características de Palestina y de su cultura.
Entre los símbolos de Palestina se incluyen su bandera y su pabellón nacional, ambos basados en la Bandera de la Revuelta Árabe usada por los nacionalistas árabes en su sublevación contra el Imperio otomano durante la Primera Guerra Mundial. Otros de los símbolos característicos son su vexilología y los símbolos utilizados por la Autoridad Nacional Palestina (ANP). El fida'i es el himno nacional de Palestina. En 2015, la ANP adoptó al suimanga palestino como ave nacional del Estado de Palestina. También se ha descrito el pasaporte de la Autoridad Nacional Palestina como un «símbolo crucial de la nacionalidad». Los sellos postales y la historia postal de la Autoridad Nacional Palestina también constituyen un símbolo nacional. 
Por otro lado, la cultura y la identidad nacional palestinas tienen una serie de símbolos de especial importancia:
- La Explanada de las Mezquitas de Jerusalén y, en particular, la Cúpula de la Roca.[4][5] El deseo de recuperar el control sobre el tercer lugar más sagrado para el islam se refleja en numerosos aspectos de la sociedad palestina, desde grupos armados hasta canales de televisión.
- Handala, personaje del dibujante Nayi al-Ali que, a través de un niño, representa a los refugiados palestinos. Suele aparecer de espaldas y con los brazos cruzados, a modo de rechazo a las actitudes de los líderes tanto internacionales como palestinos, y con ropas andrajosas que recuerdan la pobreza en la que viven muchos de los refugiados.[6][7]
- La llave palestina simboliza el deseo de retorno a sus hogares de los palestinos que huyeron o fueron expulsados por las tropas israelíes, en un proceso conocido como la Nakba. La resolución 242 del Consejo de Seguridad de la ONU garantizaba a los refugiados palestinos el retorno a sus hogares, pero Israel no llegó a permitirlo nunca alegando motivos de seguridad.[8][9]
- La Nakba fue el proceso de huida o expulsión masiva de la población palestina de sus tierras y hogares por parte de las tropas judías primero e israelíes después en 1948, coincidiendo con el proceso de construcción del Estado de Israel. Más de tres cuartas partes de la población palestina del momento, unas 750.000 personas, acabaron como refugiados en la Franja de Gaza, Cisjordania, Líbano, Siria y Jordania.
- La kufiya palestina es una prenda tradicional palestina con cuadros negros sobre fondo blanco. Usada por primera vez durante la revuelta árabe contra las autoridades del Mandato británico de Palestina en 1936-39, se popularizó gracias a líderes palestinos como Yasser Arafat.[10]
- La sandía se ha convertido en un icono de la identidad palestina en los últimos tiempos debido, entre otros motivos, a la prohibición del uso de banderas palestinas en Israel, donde más de la quinta parte de la población es de origen palestino.[10]

Otro de los símbolos de la identidad palestina es la amapola nativa palestina. Aunque la flor nacional de Palestina es el iris haynei, adoptada en 2016, la amapola con pétalos rojos, estambres negros y tallo y hojas verdes evoca los colores primarios de la bandera panárabe y palestina. Las naranjas de Jaffa, los limones, los olivos y el cactus (sabr) también se utilizan ampliamente como símbolos de la nación palestina. Otras plantas, como el za'atar (tomillo) y el handal (coloquíntida), y las artesanías tradicionales palestinas como el tatreez (bordado palestino) también se consideran símbolos nacionales.

## Galería

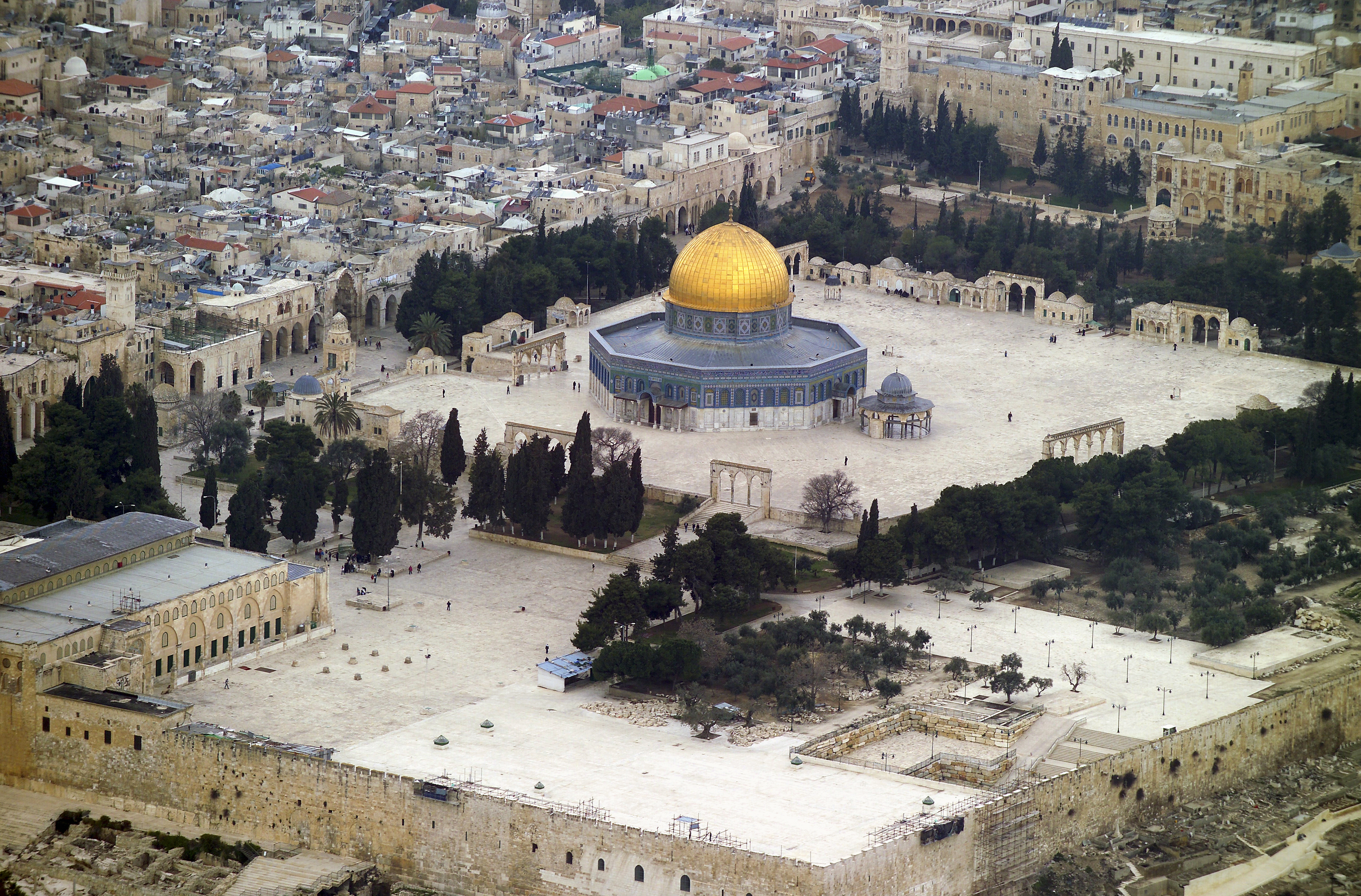
Explanada de las Mezquitas
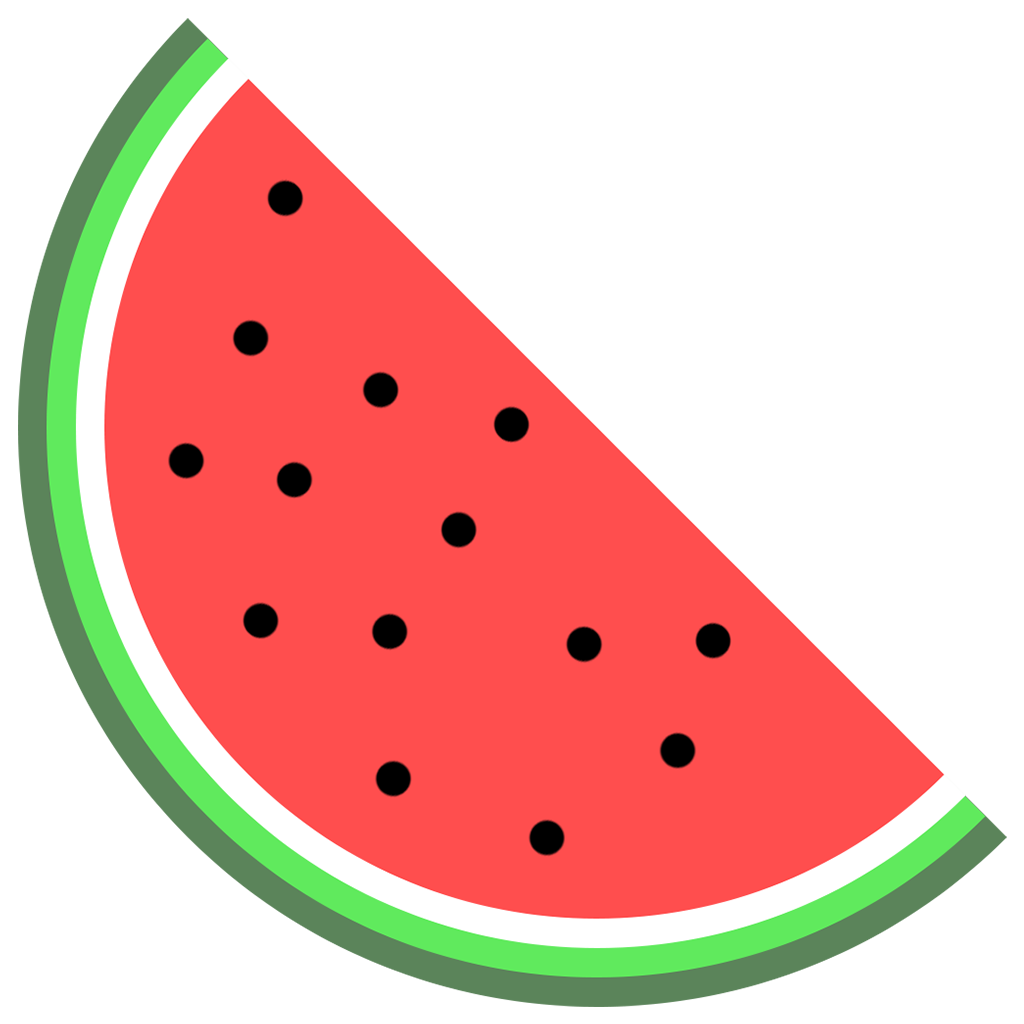
Sandía
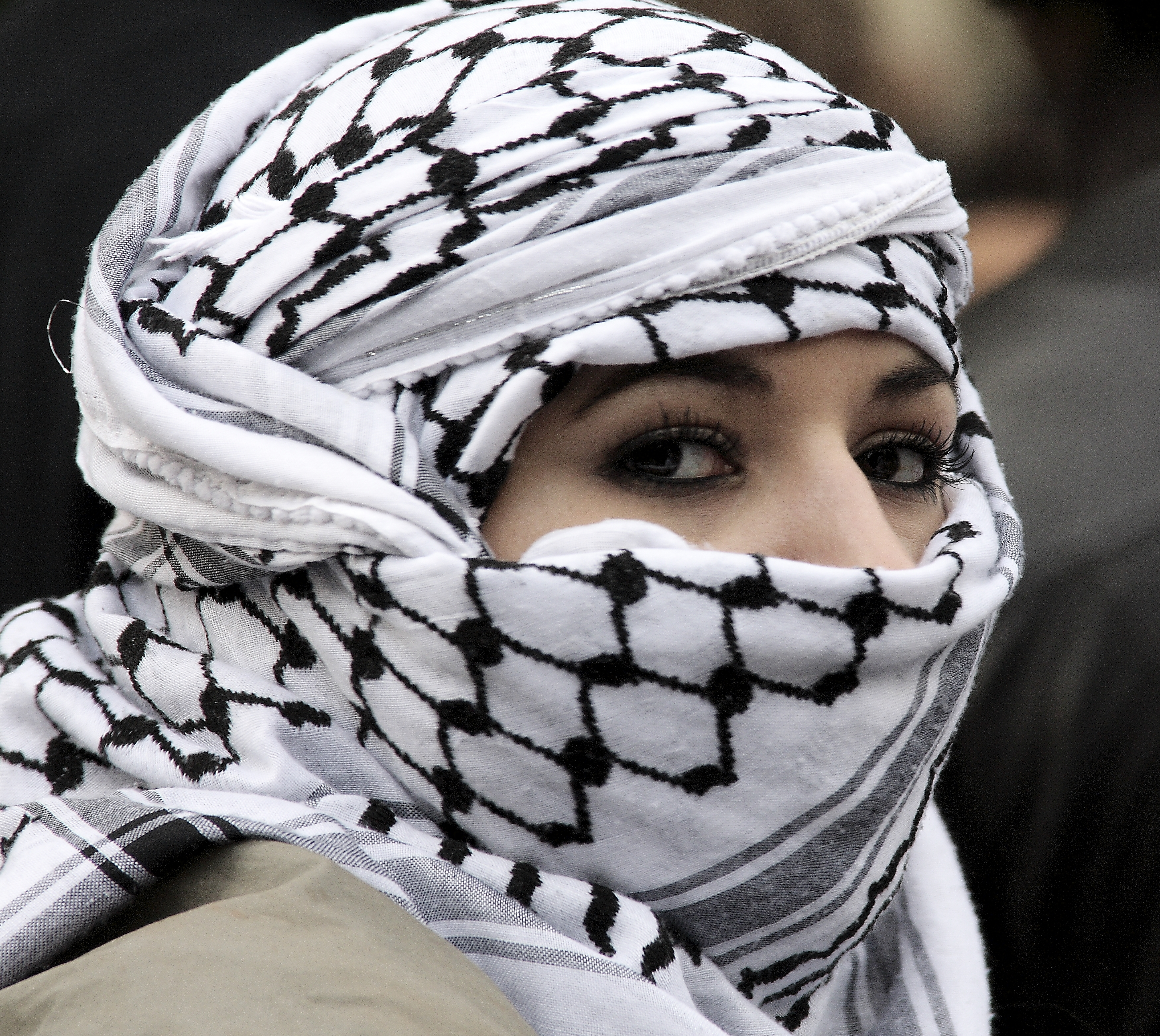
Kufiya palestina
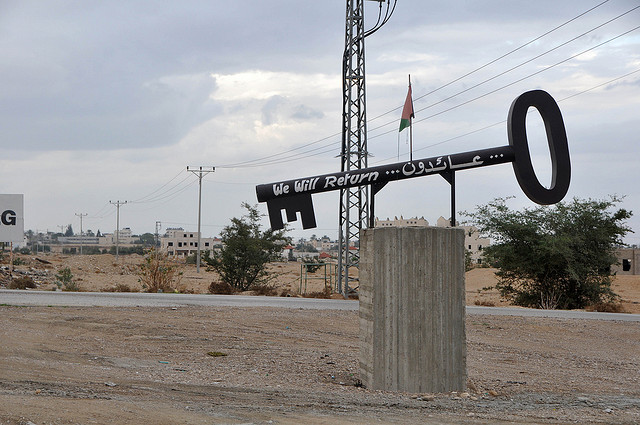
Llave palestina
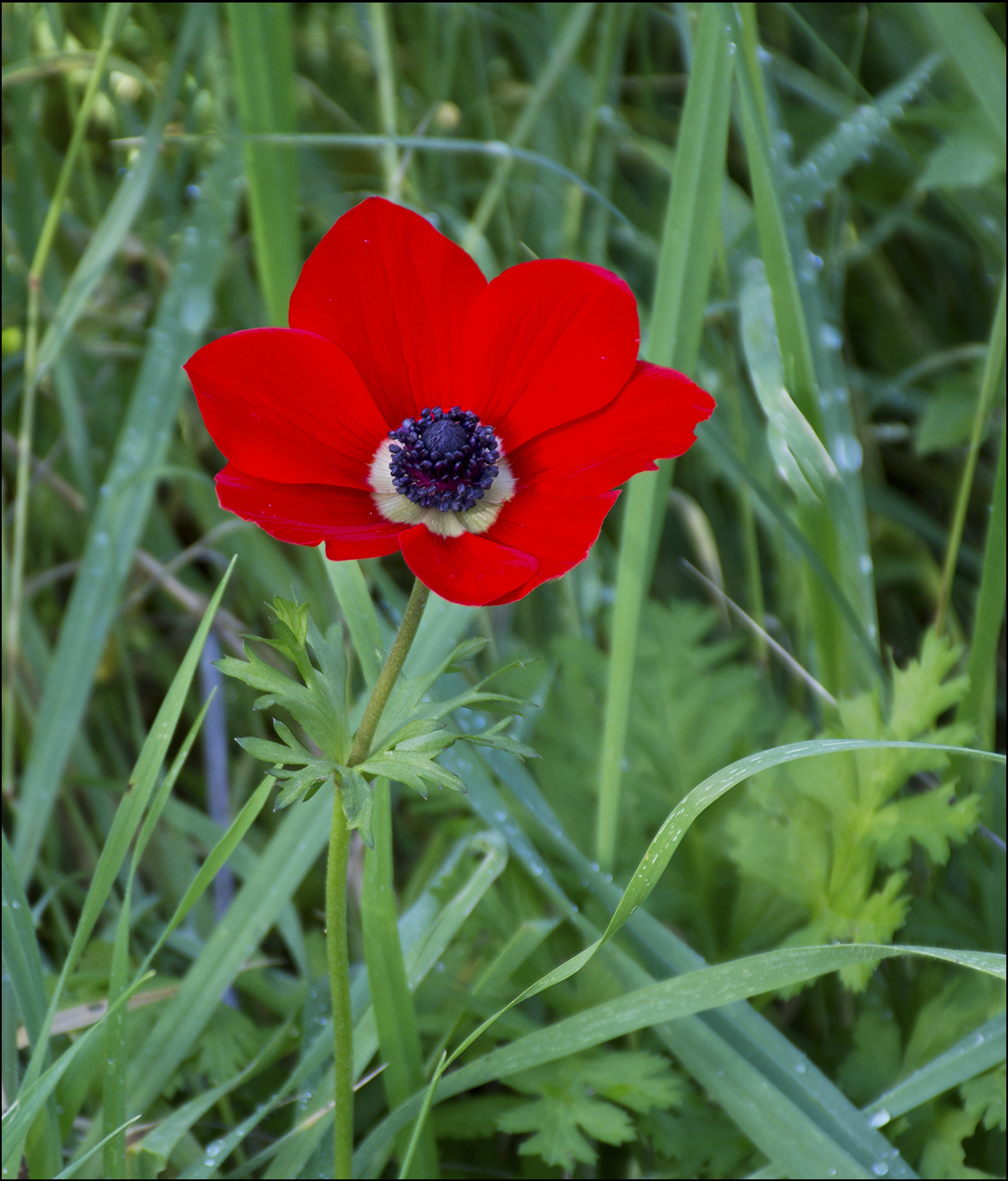
Amapola
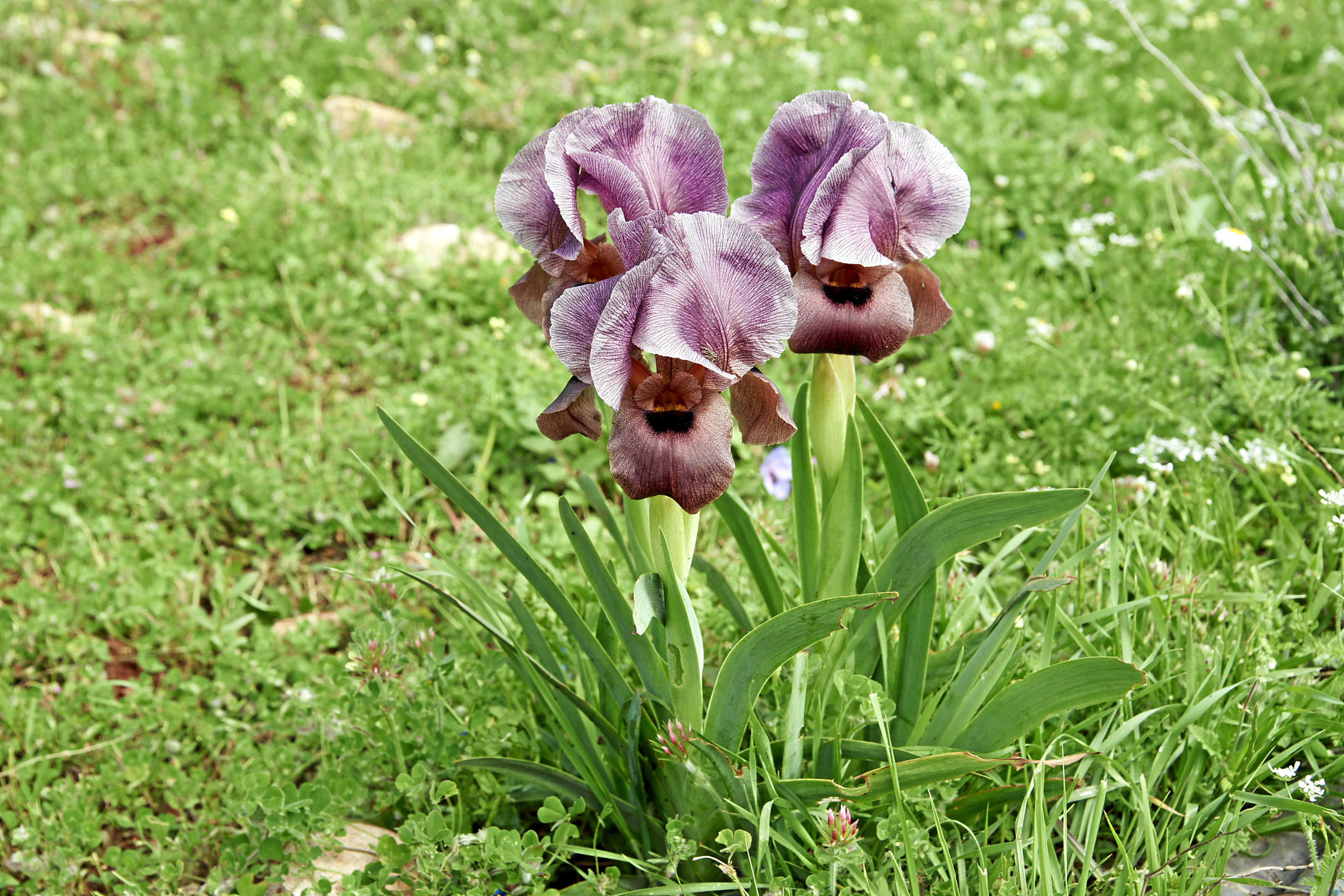
Iris Haynei
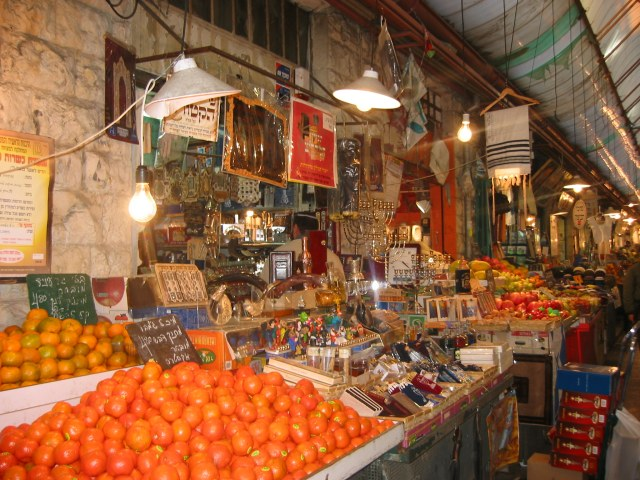
Naranjas de Jaffa
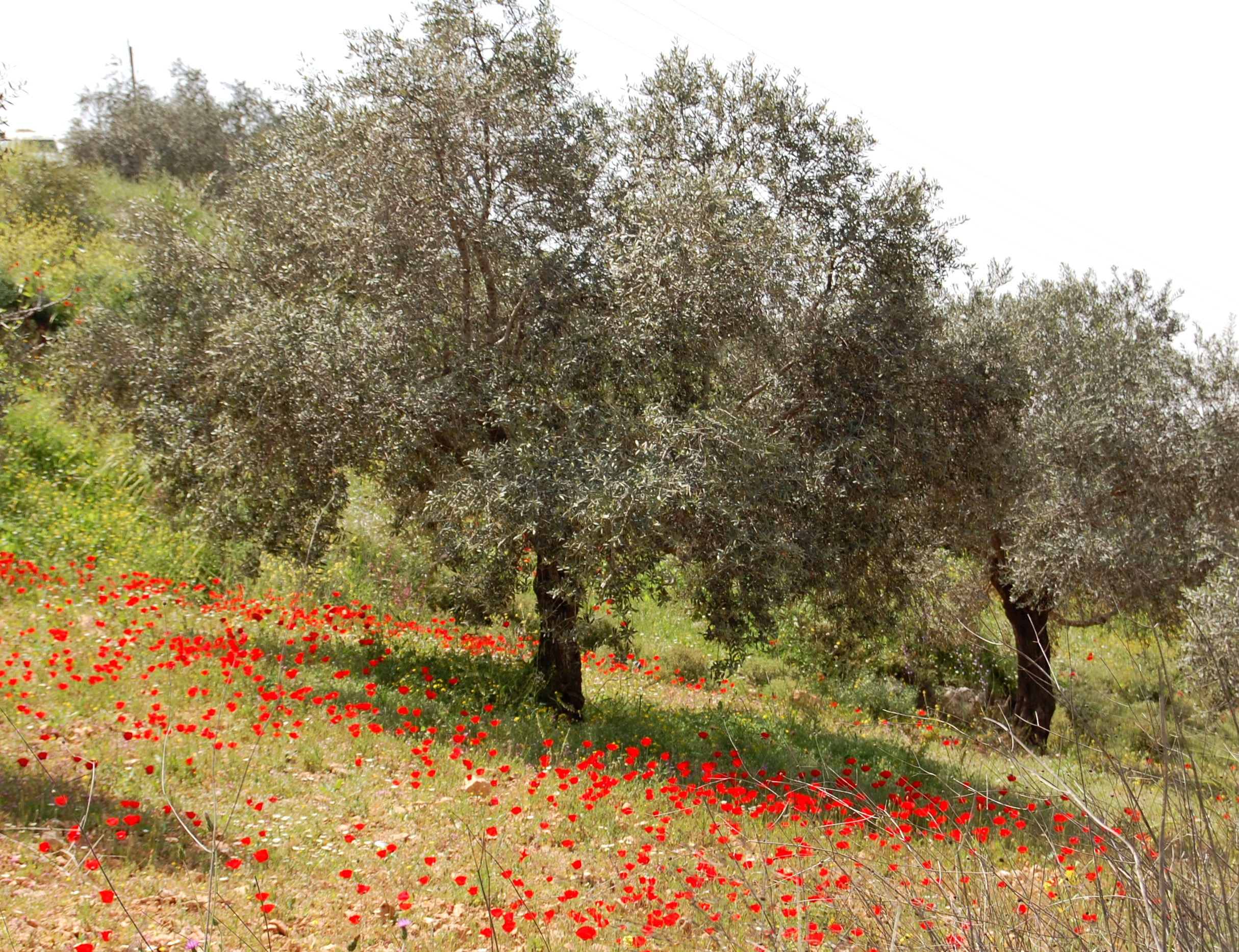
Olivo
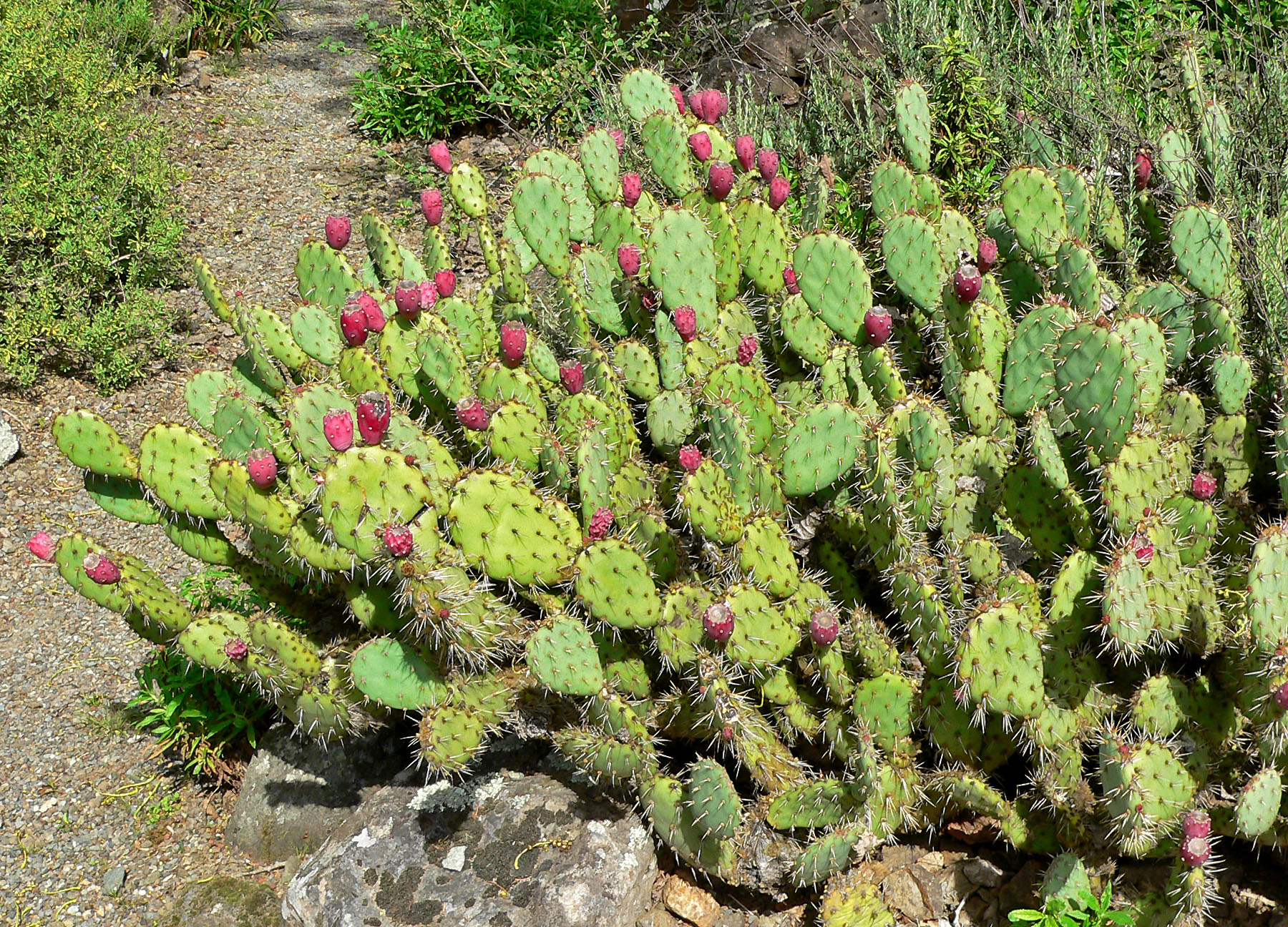
Cactus
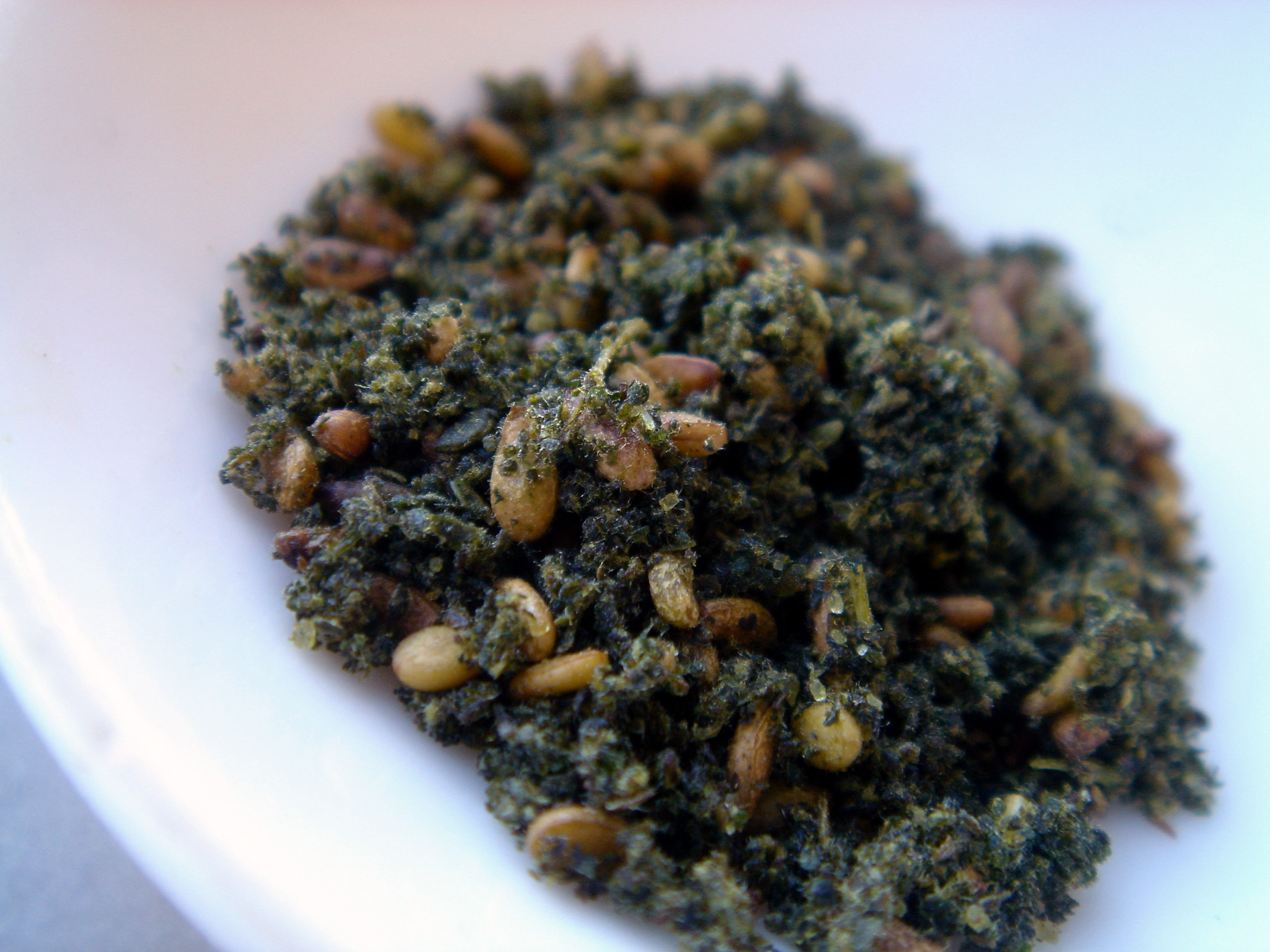
Za'atar
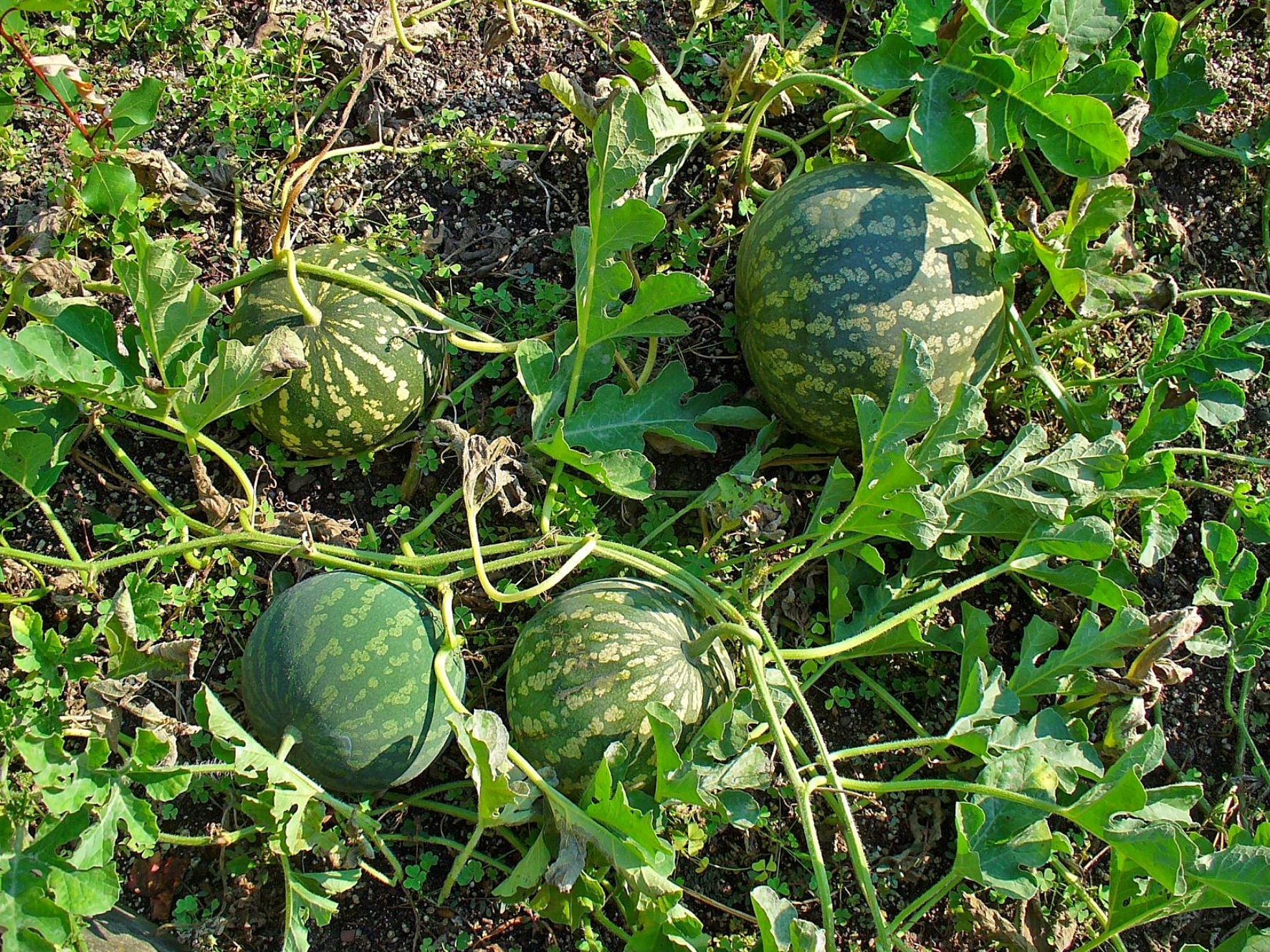
Handal
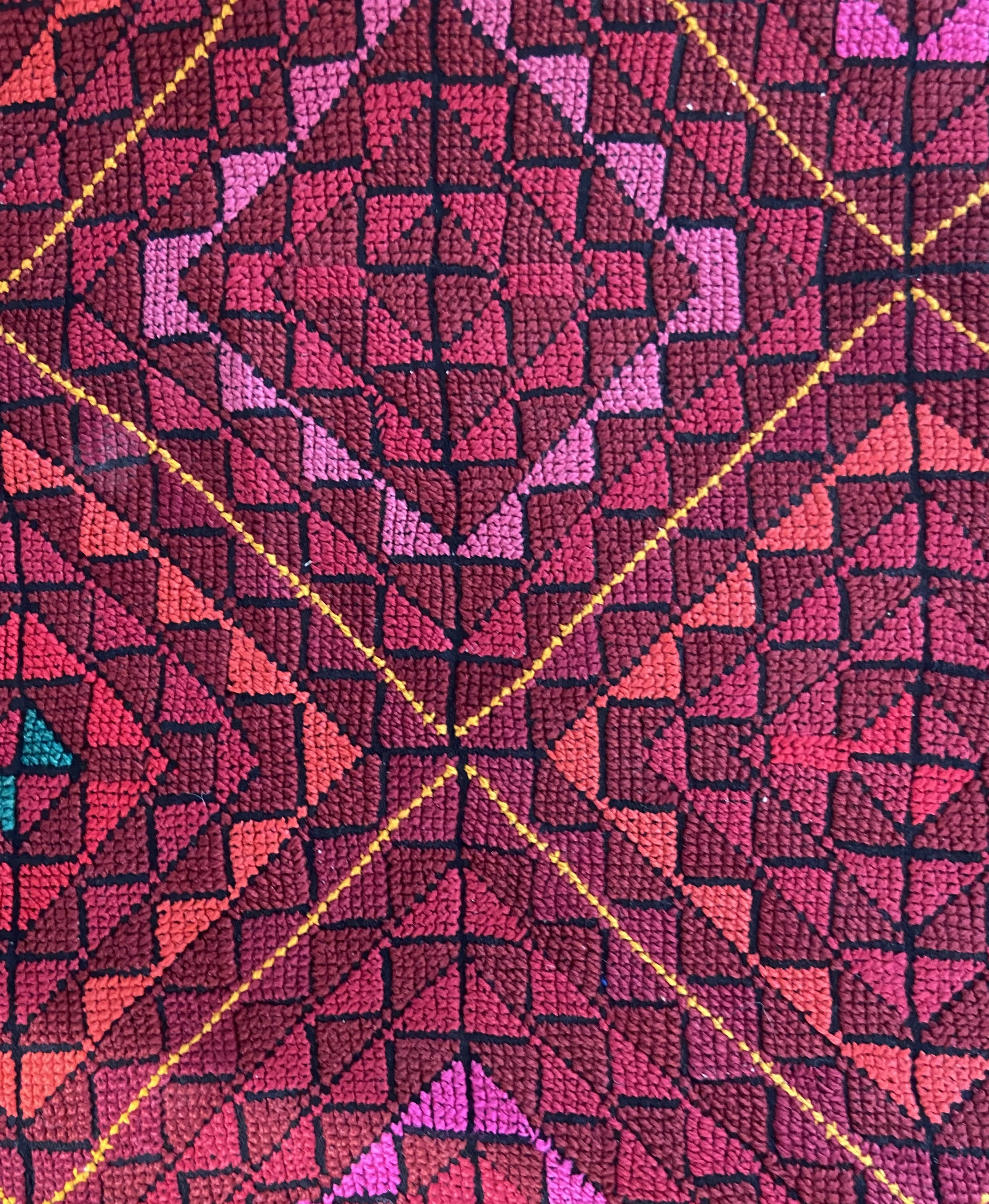
Tatreez (bordado palestino)
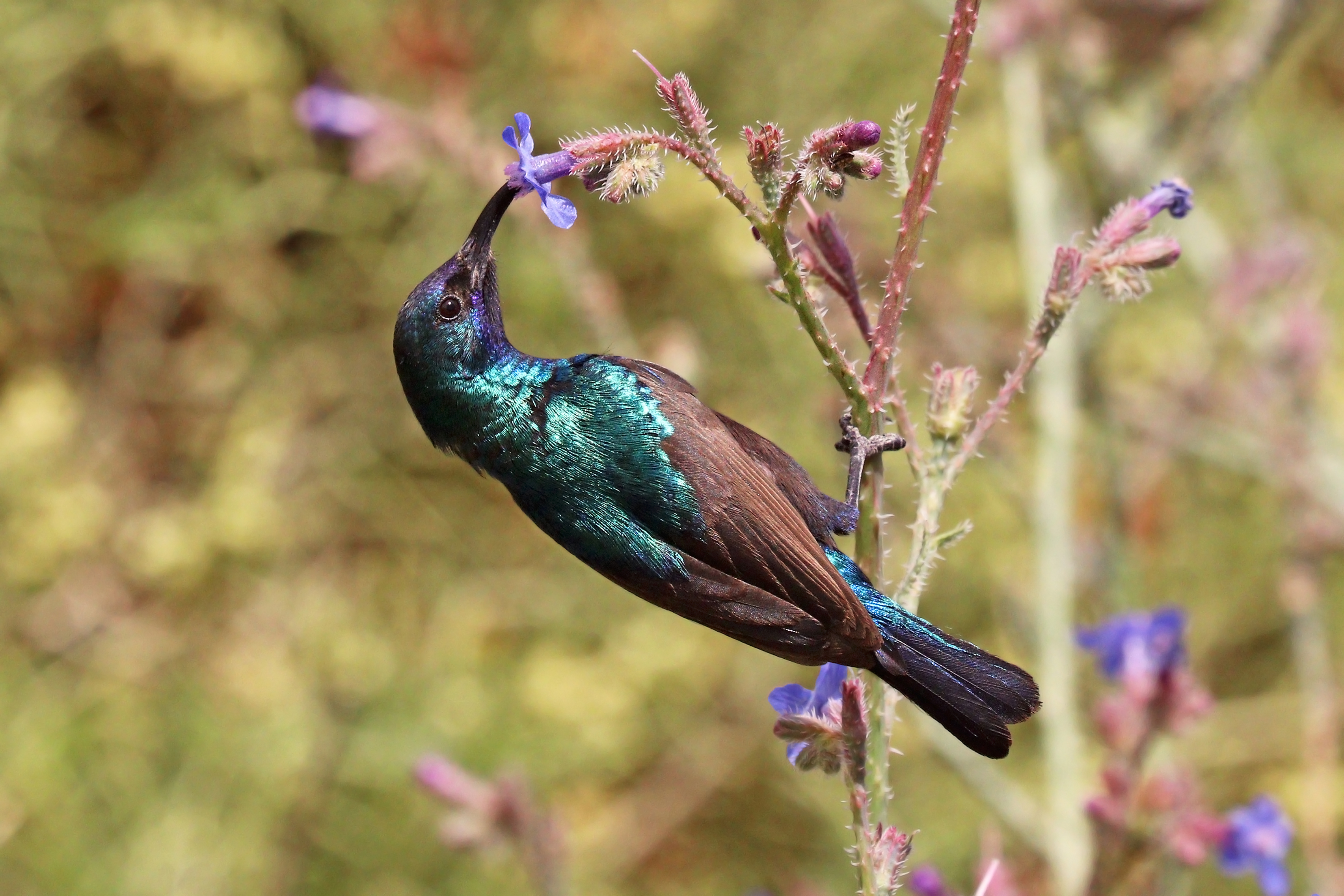
Suimanga palestino